# Vágó Attila
Vágó Attila (Salgótarján, 1959. október 20. –) magyar labdarúgóedző. Lánya, Vágó Fanny válogatott labdarúgó, fia, Vágó Levente labdarúgó.

## Pályafutása

### Játékosként
Több helyen is játszott, zömében alacsonyabb osztályú együttesek színeiben. Játékosi pályafutása nem jelentős; 26 éves korában már utánpótlásedző volt.

### Edzőként
A Videotonnál kezdett edzősködni az utánpótlásban, majd alacsonyabb osztályú csapatok következtek. Innen szintén az NB I/B-és Ceglédre vezetett az útja, amely egyesület később fuzionált a korábban NB I-es Tiszakécskével. 1999–2000-ben az akkor másodosztályú Békéscsabai Előréhez került, de nem ért el maradandó sikert. Ezután volt a Szolnok edzője is, majd 2004-ben ismét visszatért Békéscsabára, immáron az első osztályban játszó lilákhoz. A csapat az irányításával továbbra is gyenge formát mutatott, így hamarosan elküldték a viharsarki csapattól.
Ezután az akkor még a megyei elsőosztályú Tisza Volánhoz került, ahol célul tűzte ki, hogy a zömében ifjúsági labdarúgókkal 2 év alatt két osztály ugrik felfelé. A kitűzött cél jó úton haladt, csapatával a 2007–2008-as bajnoki idényben az NB III Alföld Csoportjában ősszel a 3. helyen állt a Békéscsaba és a Baja mögött, de az akkor már a SZEVIÉP tulajdonában álló diósgyőri csapat élére nevezte ki a főtulajdonos, akit több játékos is követett.
2007 őszétől kezdve a DVTK vezetőedzője. Csapatával bennmaradt az első osztályban, bár ehhez az eredményhez hozzájárult az időközben kizárt Sopron, valamint a radikálisan meggyengülő és saját pályáját elvesztő Tatabánya is. 2007 őszén kinevezték a magyar női labdarúgó-válogatott szövetségi kapitányának.
2014 júniusában a Szigetszentmiklós edzőjének nevezték ki. 2014 a csapata felbontotta a szerződését. 2015 júniusától a Mosonmagyaróvár edzője lett. 2016 áprilisáig ismét a Szigetszentmiklóst irányította. 2017 januárjáig a Somosi TC-t irányította. 2017 szeptemberében távozott az FK Csíkszeredától. 2018 januárjától a Veszprém szakmai munkájáért felelt. 2019 áprilisában felmentették a Salgótarjáni BTC vezetőedzői feladatai alól. 2020 januárjában a székelyudvarhelyi Vasas Femina vezetőedzője lett. 2020 augusztusában lemondott az NB III-as Szegedi VSE edzői posztjáról.
2022 januárjától leánya, Vágó Fanny mellett a Ferencvárosi TC női csapatának másodedzője lett.

## Statisztika

### Mérkőzései a női válogatott szövetségi edzőjeként
Első időszak
| Magyarország | Magyarország         | Magyarország                       | Magyarország        | Magyarország | Magyarország        | Magyarország | Magyarország | Magyarország |
| #            | Dátum                | Helyszín                           | Hazai               | Eredmény     | Vendég              | Kiírás       | Gólok        | Esemény      |
| ------------ | -------------------- | ---------------------------------- | ------------------- | ------------ | ------------------- | ------------ | ------------ | ------------ |
| 1.           | 2007. március 14.    | Szenc                              | Szlovákia           | 2 – 3        | Magyarország        | barátságos   | -            |              |
| 2.           | 2007. március 15.    | Győr, Integrál-DAC pálya           | Magyarország        | 3 – 1        | Szlovákia           | barátságos   | -            |              |
| 3.           | 2007. április 1.     | Dublin, Tolka Park                 | Írország            | 2 – 1        | Magyarország        | Eb-selejtező | -            |              |
| 4.           | 2007. május 5.       | Debrecen, Oláh Gábor utcai stadion | Magyarország        | 3 – 3        | Románia             | Eb-selejtező | -            |              |
| 5.           | 2007. június 20.     | Karlstad, Tingvalla Stadion        | Svédország          | 7 – 0        | Magyarország        | Eb-selejtező | -            |              |
| 6.           | 2007. szeptember 5.  | Vuhan                              | Kína                | 4 – 0        | Magyarország        | barátságos   | -            |              |
| 7.           | 2007. október 21.    | Bük                                | Magyarország        | 2 – 2        | Szlovénia           | barátságos   | -            |              |
| 8.           | 2007. október 27.    | Bük                                | Magyarország        | 1 – 3        | Olaszország         | Eb-selejtező | -            |              |
| 9.           | 2008. április 23.    | Miskolc, DVTK-stadion              | Magyarország        | 0 – 2        | Írország            | Eb-selejtező | -            |              |
| 10.          | 2008. május 3.       | Székesfehérvár, Sóstói Stadion     | Magyarország        | 0 – 6        | Svédország          | Eb-selejtező | -            |              |
| 11.          | 2008. május 28.      | Arad, Városi Stadion               | Románia             | 3 – 1        | Magyarország        | Eb-selejtező | -            |              |
| 12.          | 2008. október 2.     | Montereale Valcellina              | Olaszország         | 3 – 0        | Magyarország        | Eb-selejtező | -            |              |
| 13.          | 2009. június 3.      | Ptuj                               | Szlovénia           | 2 – 5        | Magyarország        | barátságos   | -            |              |
|              | 2009. június 30.     | Belgrád (SRB)                      | Franciaország       | 3 – 0        | Magyarország        | Universiade  | -            |              |
|              | 2009. július 2.      | Belgrád (SRB)                      | Magyarország        | 2 – 3        | Írország            | Universiade  | -            |              |
|              | 2009. július 4.      | Belgrád (SRB)                      | Magyarország        | 1 – 1        | Japán               | Universiade  | -            |              |
|              | 2009. július 6.      | Belgrád                            | Szerbia             | 5 – 0        | Magyarország        | Universiade  | -            |              |
| 14.          | 2009. szeptember 2.  | Hajdújárás                         | Szerbia             | 1 – 8        | Magyarország        | barátságos   | -            |              |
| 15.          | 2009. szeptember 5.  | Sopron                             | Magyarország        | 3 – 5        | Ausztria            | barátságos   | -            |              |
| 16.          | 2009. szeptember 19. | Szarajevó                          | Bosznia-Hercegovina | 0 – 2        | Magyarország        | vb-selejtező | -            |              |
| 17.          | 2009. szeptember 24. | Sopron                             | Magyarország        | 4 – 2        | Lengyelország       | vb-selejtező | -            |              |
| 18.          | 2009. október 28.    | Sopron                             | Magyarország        | 1 – 1        | Románia             | vb-selejtező | -            |              |
| 19.          | 2009. november 14.   | Sopron                             | Magyarország        | 1 – 1        | Ukrajna             | vb-selejtező | -            |              |
| 20.          | 2010. február 23.    | Hódmezővásárhely                   | Magyarország        | 1 – 0        | Szerbia             | barátságos   | -            |              |
| 21.          | 2010. március 9.     | Telki                              | Magyarország        | 1 – 1        | Szlovákia           | barátságos   | -            |              |
| 22.          | 2010. március 11.    | Szenc                              | Szlovákia           | 1 – 1        | Magyarország        | barátságos   | -            |              |
| 23.          | 2010. március 31.    | Sopron                             | Magyarország        | 2 – 0        | Bosznia-Hercegovina | vb-selejtező | -            |              |
| 24.          | 2010. május 5.       | Zalaegerszeg                       | Magyarország        | 3 – 1        | Szlovénia           | barátságos   | -            |              |
| 25.          | 2010. május 20.      | Csernyihiv                         | Ukrajna             | 4 – 2        | Magyarország        | vb-selejtező | -            |              |
| 26.          | 2010. június 19.     | Kielce                             | Lengyelország       | 0 – 0        | Magyarország        | vb-selejtező | -            |              |
| 27.          | 2010. augusztus 25.  | Bukarest                           | Románia             | 2 – 3        | Magyarország        | vb-selejtező | -            |              |
|              | Összesen             |                                    |                     | –            | mérkőzés            |              | –            | gól          |

Második időszak
| Magyarország | Magyarország         | Magyarország                       | Magyarország | Magyarország | Magyarország | Magyarország | Magyarország | Magyarország |
| #            | Dátum                | Helyszín                           | Hazai        | Eredmény     | Vendég       | Kiírás       | Gólok        | Esemény      |
| ------------ | -------------------- | ---------------------------------- | ------------ | ------------ | ------------ | ------------ | ------------ | ------------ |
| 28.          | 2013. március 6.     | Ferreiras (POR)                    | Magyarország | 0 – 1        | Mexikó       | Algarve-kupa | -            |              |
| 29.          | 2013. március 8.     | Vila Real de Santo António         | Portugália   | 0 – 2        | Magyarország | Algarve-kupa | -            |              |
| 30.          | 2013. március 11.    | Quarteira (POR)                    | Wales        | 1 – 1        | Magyarország | Algarve-kupa | -            |              |
| 31.          | 2013. március 13.    | Parchal (POR)                      | Magyarország | 1 – 4        | Izland       | Algarve-kupa | -            |              |
| 32.          | 2013. április 17.    | Belatinc                           | Szlovénia    | 1 – 4        | Magyarország | barátságos   | -            |              |
| 33.          | 2013. május 31.      | Gyirmót                            | Magyarország | 4 – 0        | Wales        | barátságos   | -            |              |
| 34.          | 2013. június 2.      | Lipót                              | Magyarország | 2 – 1        | Wales        | barátságos   | -            |              |
| 35.          | 2013. augusztus 20.  | Balatonfüred                       | Magyarország | 2 – 3        | Szlovákia    | Balaton-kupa | -            |              |
| 36.          | 2013. augusztus 22.  | Balatonfüred                       | Magyarország | 1 – 3        | Csehország   | Balaton-kupa | -            |              |
| 37.          | 2013. szeptember 3.  | Gyula                              | Magyarország | 3 – 2        | Románia      | barátságos   | -            |              |
| 38.          | 2013. szeptember 5.  | Gyula                              | Magyarország | 5 – 1        | Románia      | barátságos   | -            |              |
| 39.          | 2013. szeptember 25. | Budapest, Hidegkuti Nándor Stadion | Magyarország | 0 – 4        | Dánia        | barátságos   | -            |              |
| 40.          | 2013. október 26.    | Budapest, Bozsik József Stadion    | Magyarország | 0 – 3        | Ausztria     | vb-selejtező | -            |              |
| 41.          | 2013. október 31.    | Budapest, Bozsik József Stadion    | Magyarország | 4 – 0        | Bulgária     | vb-selejtező | -            |              |
| 42.          | 2013. november 23.   | Győr, ETO Park                     | Magyarország | 4 – 1        | Kazahsztán   | vb-selejtező | -            |              |
|              | Összesen             |                                    |              | –            | mérkőzés     |              | –            | gól          |

## Külső hivatkozások
- Interjú Vágó Attilával – DIGI Sport, Reggeli Start, 2013. január 24., YouTube-videó